# Вент-Ана
Вент-Ана́ (фр. Vingt-Hanaps) — колишній муніципалітет у Франції, у регіоні Нормандія, департамент Орн. Населення — 476 осіб (2011).
Муніципалітет був розташований на відстані близько 170 км на захід від Парижа, 85 км на південний схід від Кана, 11 км на північ від Алансона.

## Історія
До 2015 року муніципалітет перебував у складі регіону Нижня Нормандія. Від 1 січня 2016 року належав до нового об'єднаного регіону Нормандія.
1 січня 2016 року Вент-Ана, Форж i Радон було об'єднано в новий муніципалітет Екув.

## Демографія
Динаміка населення (EHESS і INSEE ):
Розподіл населення за віком та статтю (2006):
| Стать | Всього | До 15 років | 15-24 | 25-44 | 45-64 | 65-85 | Понад 85 |
| --- | ------ | ----------- | ----- | ----- | ----- | ----- | -------- |
| Чоловіки | 216    | 28          | 36    | 40    | 92    | 20    | 0        |
| Жінки | 204    | 36          | 20    | 72    | 60    | 16    | 0        |
| \| Статево-вікова піраміда \| Статево-вікова піраміда \| Статево-вікова піраміда \| \| ----------------------- \| ----------------------- \| ----------------------- \| \| Чоловіки \| Вік \| Жінки \| \| 0 \| 85 + \| 0 \| \| 0 \| 80-84 \| 4 \| \| 4 \| 75-79 \| 4 \| \| 12 \| 70-74 \| 4 \| \| 4 \| 65-69 \| 4 \| \| 8 \| 60-64 \| 4 \| \| 36 \| 55-59 \| 24 \| \| 16 \| 50-54 \| 16 \| \| 32 \| 45-49 \| 16 \| \| 16 \| 40-44 \| 28 \| \| 8 \| 35-39 \| 16 \| \| 4 \| 30-34 \| 12 \| \| 12 \| 25-29 \| 16 \| \| 4 \| 20-24 \| 4 \| \| 32 \| 15-20 \| 16 \| \| 12 \| 10-14 \| 12 \| \| 8 \| 5-9 \| 12 \| \| 8 \| 0-4 \| 12 \| |        |             |       |       |       |       |          |
| Статево-вікова піраміда |        |             |       |       |       |       |          |
| Чоловіки | Вік    | Жінки       |       |       |       |       |          |
| 0 | 85 +   | 0           |       |       |       |       |          |
| 0 | 80-84  | 4           |       |       |       |       |          |
| 4 | 75-79  | 4           |       |       |       |       |          |
| 12 | 70-74  | 4           |       |       |       |       |          |
| 4 | 65-69  | 4           |       |       |       |       |          |
| 8 | 60-64  | 4           |       |       |       |       |          |
| 36 | 55-59  | 24          |       |       |       |       |          |
| 16 | 50-54  | 16          |       |       |       |       |          |
| 32 | 45-49  | 16          |       |       |       |       |          |
| 16 | 40-44  | 28          |       |       |       |       |          |
| 8 | 35-39  | 16          |       |       |       |       |          |
| 4 | 30-34  | 12          |       |       |       |       |          |
| 12 | 25-29  | 16          |       |       |       |       |          |
| 4 | 20-24  | 4           |       |       |       |       |          |
| 32 | 15-20  | 16          |       |       |       |       |          |
| 12 | 10-14  | 12          |       |       |       |       |          |
| 8 | 5-9    | 12          |       |       |       |       |          |
| 8 | 0-4    | 12          |       |       |       |       |          |

## Економіка
2010 року серед 317 осіб працездатного віку (15—64 років) 210 були активними, 107 — неактивними (показник активності 66,2%, у 1999 році було 66,8%). З 210 активних мешканців працювало 196 осіб (103 чоловіки та 93 жінки), безробітними було 14 (8 чоловіків та 6 жінок). Серед 107 неактивних 22 особи були учнями чи студентами, 29 — пенсіонерами, 56 були неактивними з інших причин.

У 2010 році в муніципалітеті числилось 159 оподаткованих домогосподарств, у яких проживали 425,0 особи, медіана доходів виносила 18 455 євро на одного особоспоживача